# La Chaudière
 La Chaudière  là một xã thuộc tỉnh Drôme trong vùng Auvergne-Rhône-Alpes đông nam nước Pháp. Xã La Chaudière nằm ở khu vực có độ cao từ 589-1560 mét trên mực nước biển.